# Oenothera hirsuta
Oenothera hirsuta là một loài thực vật có hoa trong họ Anh thảo chiều. Loài này được (Spach) Walp. mô tả khoa học đầu tiên năm 1843.